# Dorogoj moj čelovek
Dorogoj moj čelovek (Дорогой мой человек) è un film del 1958 diretto da Iosif Efimovič Chejfic.